# Saint-Télesphore
Saint-Télesphore es un municipio de la provincia de Quebec en Canadá. Es una de las ciudades pertenecientes al municipio regional de condado de Vaudreuil-Soulanges y, a su vez, a la región de Vallée-du-Haut-Saint-Laurent en Montérégie.

## Geografía
Saint-Télesphore se encuentra ubicado entre los municipios de Sainte-Justine-de-Newton al norte, Saint-Polycarpe al este, Rivière-Beaudette al sur y South Glengarry en la provincia vicina de Ontario al oeste. Tiene una superficie total de 60,66 km² cuyos 60,08 son tierra firme.

## Política
Forma parte de las circunscripciones electorales de Soulanges a nivel provincial y de Vaudreuil-Soulanges a nivel federal.

## Demografía
Según el censo de Canadá de 2011, había 762 personas residiendo en esta ciudad con una densidad de población de 12,6 hab./km². Los datos del censo mostraron que de las 769 personas censadas en 2006, en 2011 hubo un diminución de 7 habitantes (-0,9 %). El número total de inmuebles particulares resultó de 361. El número total de viviendas particulares que se encontraban ocupadas por residentes habituales fue de 344.